# Komatsu D575A
Komatsu D575A je super velik buldožer japonskega proizvajalca Komatsu Limited. S standardnim plugom lahko premika 69 m3 materiala, verzija D575A-3 SD Super Dozer 96 m3. Poleg premikanja zemlje lahko dela tudi brazde do največje globine 2,06 metra. Poganja ga turbopolnjeni 12-valjni 1150 konjski dizelski motor SA12V170E. V proizvodnji je od leta 1991. D575A je trenutno največji serijsko proizvajani buldožer, njegov konkurent je Caterpillar D11
Dolžina buldožerja je 11,71 m, širina 7,39 m in višina 4,88 metra. D575A-3 tehta 131,5 ton, D575-A3 SD pa 152,6 ton. Zaradi dimenzij in teže ga je potrebno transportirati po delih. 
Povprečni pritisk na tla je 160 kPA.